# Annals of Human Biology
Annals of Human Biology è una rivista accademica che pubblica review articles sulla popolazione biologica umana, natura, sviluppo e cause della human variation.
È pubblicata dall'editore britannico Taylor & Francis per conto della Society for the Study of Human Biology, della quale è la rivista ufficiale.